# Albert von Ettingshausen
Albert von Ettingshausen (Vienna, 30 marzo 1850 – Graz, 9 giugno 1932) è stato un fisico tedesco.

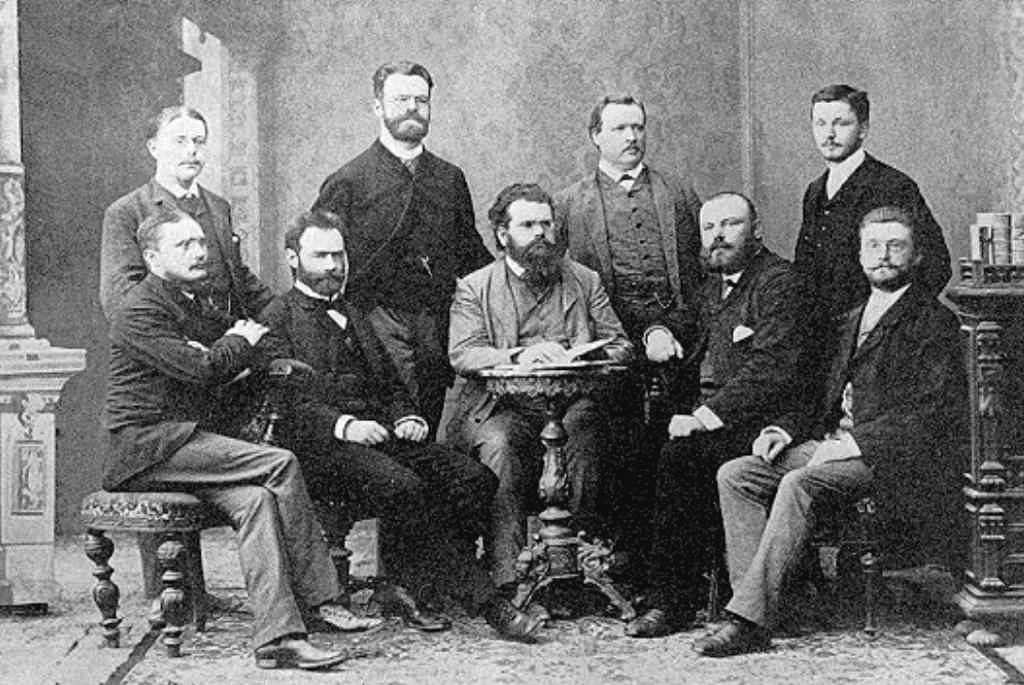
Albert von Ettingshausen e colleghi a Graz, 1887. (in piedi, da sinistra) Nernst, Streintz, Arrhenius, Hiecke, (seduti, da sinistra) Aulinger, Ettingshausen, Boltzmann, Klemenčič, Hausmanninger

Fu professore di fisica all'Università tecnica di Graz, dove insegnò ingegneria elettrica. In precedenza fu assistente di Ludwig Boltzmann all'Università di Graz.
Nel 1886, lui e il suo collega Walther Nernst, allora studente di dottorato all'Università di Graz, scoprirono insieme i fenomeni termoelettrici ora noti come effetto Ettingshausen ed effetto Nernst.